# Liste der Baudenkmäler in Frankenwinheim
Auf dieser Seite sind die Baudenkmäler in der unterfränkischen Gemeinde Frankenwinheim zusammengestellt. Diese Tabelle ist eine Teilliste der Liste der Baudenkmäler in Bayern. Grundlage ist die Bayerische Denkmalliste, die auf Basis des Bayerischen Denkmalschutzgesetzes vom 1. Oktober 1973 erstmals erstellt wurde und seither durch das Bayerische Landesamt für Denkmalpflege geführt wird. Die folgenden Angaben ersetzen nicht die rechtsverbindliche Auskunft der Denkmalschutzbehörde.
 Diese Liste gibt den Fortschreibungsstand vom 24. September 2040 wieder und enthält 41 Baudenkmäler.

## Baudenkmäler nach Gemeindeteilen

### Brünnstadt
| Lage                                                                  | Objekt                                      | Beschreibung | Akten-Nr.              | Bild           |
| --------------------------------------------------------------------- | ------------------------------------------- | --- | ---------------------- | -------------- |
| An der Wehd (Standort)                                                | Kriegerdenkmal                              | In von schmiedeeisernem Gitter umgebenem Postament, darauf ein hoher Sockel mit Marienfigur, Inschriftentafeln, Sandstein, 1921 | D-6-78-130-28 Wikidata | weitere Bilder |
| An der Wehd; Hauptstraße; neben dem Kriegerdenkmal (Standort)         | Bildstock                                   | Säule auf Tischsockel, Aufsatz von einem Kreuz und zwei Zwirbelnüssen bekrönt, Relief des Gekreuzigten, rückseitig Pietà im Strahlenkranz, bezeichnet „1837“                                                                                   | D-6-78-130-29 Wikidata | weitere Bilder |
| Feldwegkreuzung, nordöstlich des Ortes                                | Bildstock                                   | 1835; nicht nachqualifiziert, im Bayerischen Denkmalatlas nicht kartiert | D-6-78-130-32          | BW             |
| Brunnengasse 6; Ecke Brunnengasse/Frankenwinheimer Straße (Standort)  | Bildstock                                   | Tischsockel mit Säule und Bildaufsatz, Hochrelief des heiligen Kilian, am Bildfuß beiderseits geflügelte Engelsköpfe, eisernes Bekrönungskreuz, 18. Jahrhundert                                                                                | D-6-78-130-30 Wikidata | weitere Bilder |
| Gänsbächlein; Straße nach Herlheim (Standort)                         | Bildstock                                   | Auf Vierkantschaft (erneuert) von eisernem Doppelkreuz bekrönter Bildaufsatz mit Relief der Kreuzigung, rückseitig eine Inschrift, Sandstein, 17. Jahrhundert                                                                                  | D-6-78-130-40 Wikidata | weitere Bilder |
| Gänsepfad; Stiegleinsgraben; nordwestlich des Ortes (Standort)        | Bildstock                                   | Vierkantschaft auf Sockel, Aufsatz mit Mutter Gottes im Strahlenkranz und Ölbergszene, bezeichnet „1822“ | D-6-78-130-34 Wikidata | BW             |
| Gewendgraben; westnordwestlich des Ortes (Standort)                   | Bildstock, sogenannter Gerbmesserbildstock  | Vierkantschaft mit aufwendig gestaltetem Aufsatz, Relief zeigt Golgatha-Szene, Rückseite Inschrift, 1593 | D-6-78-130-35 Wikidata | BW             |
| Hauptstraße (Standort)                                                | Bildstock                                   | Säule mit Glockenblumengehänge auf Tischsockel, Aufsatz mit Darstellung der Heiligen Dreifaltigkeit, rückseitig eine Pietà, Seitenfiguren heiliger Laurentius und heilige Barbara, bekrönendes Doppelkreuz verloren gegangen, 1752             | D-6-78-130-26 Wikidata | weitere Bilder |
| Hauptstraße 1; an der Straße nach Gerolzhofen (Standort)              | Altarbildstock                              | Auf Tischsockel vorn von zwei Säulchen, hinten von Reliefplatte getragenes Rundbogendach ohne Aufsatz, Darstellungen: oben Heilige Dreifaltigkeit von Wolkenkranz umgeben, unten 14 Heilige Nothelfer, Inschrift auf Sockel, bezeichnet „1848“ | D-6-78-130-38 Wikidata | BW             |
| Hauptstraße 2; am Bushalteplatz im Ort (Standort)                     | Bildstock                                   | Vierkantschaft auf Tischsockel mit Rundbogenmotiv, Aufsatz mit bekrönendem Kreuz aus Eisen, Relief der heiligen Ottilia auf einer Wolke, Rückseite Christus am Ölberg, Sandstein, bezeichnet „1855“                                            | D-6-78-130-36 Wikidata | weitere Bilder |
| Hauptstraße 6; auf der Hofmauer (Standort)                            | Bildstockaufsatz einer früheren Martersäule | Relief der schmerzhaften Mutter Gottes im Strahlenkranz, Umschrift, Sandstein, bezeichnet „1701“ | D-6-78-130-27 Wikidata | weitere Bilder |
| Herlheimer Straße 5 (Standort)                                        | Kreuzwegstationen                           | Ädikulen mit Reliefs, um 1915; Grabmäler (Back, Abel, Kirchner, Gerber), späthistoristisch, um 1915 | D-6-78-130-43 Wikidata | weitere Bilder |
| Kirchplatz (Standort)                                                 | Standbild des heiligen Wendelin             | Auf einem von gebauchten Sockel stehende Figur, Kartusche auf dem Sockel bezeichnet „1745“, erneuert 1927 | D-6-78-130-31 Wikidata | weitere Bilder |
| Kirchplatz 1 (Standort)                                               | Katholische Filialkirche St. Bonifatius     | Chor um 1680, Langhaus 1754/1781, Querhaus 1936; mit Ausstattung | D-6-78-130-25 Wikidata | weitere Bilder |
| Krautfeld; Volkacher Weg; Wegespinne südwestlich des Ortes (Standort) | Bildstock                                   | Sandsteinquadersockel mit Säule, Aufsatz mit Voluten und geschwungenem Rundbogen, Relief der Kreuzigung und Pietà, 18./19. Jahrhundert | D-6-78-130-39 Wikidata | BW             |
| Kreisstraße SW 37; an der Straße nach Zeilitzheim (Standort)          | Bildstock                                   | Sandsteinquadersockel mit stark überstehender Abdeckplatte, Vierkantschaft mit rundbogigem Aufsat, Darstellung der Auferstehung Christi und Pietà                                                                                              | D-6-78-130-37 Wikidata | weitere Bilder |

### Brünnstadter Mühle
| Lage                                               | Objekt    | Beschreibung | Akten-Nr.              | Bild |
| -------------------------------------------------- | --------- | --- | ---------------------- | ---- |
| Am Gänswasen; an der Brünnstadter Mühle (Standort) | Bildstock | Gemauert mit Satteldach, in einer spitzgiebeligen Nische ein Holzrelief der Kreuzigung mit zwei Assistenzfiguren darüber Gott Vater mit Krone, 17. Jahrhundert | D-6-78-130-33 Wikidata | BW   |

### Frankenwinheim
| Lage | Objekt                                                                      | Beschreibung | Akten-Nr.              | Bild           |
| --- | --------------------------------------------------------------------------- | --- | ---------------------- | -------------- |
| Am Hohlweg; Flurabteilung Kehlspitze (Standort)                                                                  | Bildstock                                                                   | Säulenbildstock mit Tischsockel und Aufsatz, Darstellung der Heiligen Dreifaltigkeit und des heiligen Sebastian, von eisernem Wiederkreuz bekrönt, 18. Jahrhundert | D-6-78-130-23 Wikidata | BW             |
| Am Hohlweg; an der Straße nach Gerolzhofen, am Weidachbach (Standort)                                            | Altarbildstock                                                              | Tischsockel, Aufsatz mit Nische, darin ein Relief der Kreuzigung, Bekrönung mit Ochrelief der Heiligen Dreifaltigkeit, bezeichnet „1797“                           | D-6-78-130-17 Wikidata | weitere Bilder |
| Am Käppele; alter Fußweg nach Gerolzhofen, am Weidachufer (Standort)                                             | Feldkapelle                                                                 | Kleiner Massivbau mit Satteldach und polygonalem Chorabschluss, geohrte Rahmungen, 18. Jahrhundert                                                                 | D-6-78-130-24 Wikidata | BW             |
| Am Kirchberg 2 (Standort)                                                                                        | Pfarrhaus                                                                   | Zweigeschossiger traufständiger Halbwalmdachbau, bezeichnet „1794“                                                                                                 | D-6-78-130-7 Wikidata  | weitere Bilder |
| Am Kirchberg 3 (Standort)                                                                                        | Katholische Pfarrkirche St. Johannes der Täufer und Johannes der Evangelist | Hallenkirche mit Flachsatteldach und halbrunder Apsis, seitlich angeschlossener Glockenturm, Turm 1491 und 1608, Langhaus 1836; mit Ausstattung                    | D-6-78-130-1 Wikidata  | weitere Bilder |
| Am Kirchberg 7 (Standort)                                                                                        | Rathaus                                                                     | Zweigeschossiger Walmdachbau auf dem Geländegefälle bedingt hohem Sockel, mit Eckpilastern, 18. Jahrhundert                                                        | D-6-78-130-2 Wikidata  | weitere Bilder |
| Gerolzhöfer Straße 1 (Standort)                                                                                  | Wohnhaus                                                                    | Zweigeschossiger giebelständiger Satteldachbau, Giebelseite mit Fachwerkobergeschoss des 18./17. Jahrhunderts, sonst 19. Jahrhundert                               | D-6-78-130-3 Wikidata  | weitere Bilder |
| Gerolzhöfer Straße 5 (Standort)                                                                                  | Ehemaliger Hauger Stiftshof                                                 | Eingeschossiges giebelständiger Satteldachbau, Giebel mit Zierfachwerk des 17./18. Jahrhundert                                                                     | D-6-78-130-4 Wikidata  | weitere Bilder |
| Gerolzhöfer Straße 5 (Standort)                                                                                  | Fachwerkscheune                                                             | Mit Halbwalmdach, 17./18. Jahrhundert | D-6-78-130-4 Wikidata  | BW             |
| Judengasse 6 (Standort)                                                                                          | Ehemalige Synagoge                                                          | Zweigeschossiger Walmdachbau, zweite Hälfte 18. Jahrhundert, um 1900 in Klinker aufgestockt                                                                        | D-6-78-130-41 Wikidata | weitere Bilder |
| Julius-Echter-Straße 3 (Standort)                                                                                | Wohnhaus                                                                    | Eingeschossiges Giebelhaus mit profilierten Fensterrahmungen, bezeichnet am Fenster „1785“                                                                         | D-6-78-130-5 Wikidata  | weitere Bilder |
| Julius-Echter-Straße 4 (Standort)                                                                                | Wohnhaus                                                                    | Zweigeschossiger giebelständiger Satteldachbau mit Fachwerkobergeschoss, 17./18. Jahrhundert                                                                       | D-6-78-130-6 Wikidata  | weitere Bilder |
| Lülsfelder Straße 2 (Standort)                                                                                   | Wohnhaus                                                                    | Eingeschossiger Halbwalmdachbau mit Eckturm und Zwerchgiebelrisalit, Backsteinerdgeschoss und Zierfachwerkobergeschoss, bezeichnet „1902“                          | D-6-78-130-42 Wikidata | weitere Bilder |
| Lülsfelder Straße 2 (Standort)                                                                                   | Hausfigur                                                                   | Heiliger Josef | D-6-78-130-42 Wikidata | weitere Bilder |
| Lülsfelder Straße 2 (Standort)                                                                                   | Kreuzschlepper                                                              | Sandsteinfigur auf hohem Inschriftensockel, 19. Jahrhundert | D-6-78-130-8 Wikidata  | weitere Bilder |
| Nähe Krautheimer Straße; am Kinderspielplatz (Standort)                                                          | Altarbildstock                                                              | Mensa mit heiligem Wendelin, Nischenaufsatz mit Kreuzigung, 1784                                                                                                   | D-6-78-130-22 Wikidata | weitere Bilder |
| Nähe Staatsstraße 2274; Staatsstraße 2274; an der Straße nach Gerolzhofen, Abzweigung nach Brünnstadt (Standort) | Bildstock                                                                   | Vierkantiger Bildpfeiler aus Sandstein in neugotischen Formen, verschiedene Heilige mit Inschrift, bezeichnet „1866“                                               | D-6-78-130-20 Wikidata | BW             |
| Rosenbergstraße 1 (Standort)                                                                                     | Bauernhof                                                                   | Eingeschossiger giebelständiger Satteldachbau mit Zierfachwerkgiebel des 17./18. Jahrhunderts                                                                      | D-6-78-130-9 Wikidata  | weitere Bilder |
| Rosenbergstraße 4 (Standort)                                                                                     | Hoftorpfosten mit Pinienaufsätzen                                           | Fußgängerpforte mit Immaculata, bezeichnet „1898“ | D-6-78-130-10 Wikidata | weitere Bilder |
| Schallfelder Straße 1 (Standort)                                                                                 | Hoftor mit Fußgängerpforte                                                  | Kugelaufsätze, Mitte 18. Jahrhundert | D-6-78-130-12 Wikidata | weitere Bilder |
| Schallfelder Straße 13 (Standort)                                                                                | Bauernhof                                                                   | Zweigeschossiges Halbwalmdachhaus mit Fachwerkobergeschoss | D-6-78-130-13 Wikidata | weitere Bilder |
| Schallfelder Straße 13 (Standort)                                                                                | Hausfigur                                                                   | | D-6-78-130-13          | weitere Bilder |
| Schallfelder Straße 13 (Standort)                                                                                | Bauernhof                                                                   | Scheune | D-6-78-130-13 Wikidata | weitere Bilder |
| Schallfelder Straße 13 (Standort)                                                                                | Bauernhof                                                                   | Stallgebäude, frühes 19. Jahrhundert | D-6-78-130-13 Wikidata | weitere Bilder |
| Scherenbergstraße 2 (Standort)                                                                                   | Ehemaliges Gasthaus zur Schwane                                             | Zweigeschossiger traufständiger Krüppelwalmdachbau, im Kern 18. Jahrhundert                                                                                        | D-6-78-130-14 Wikidata | weitere Bilder |
| Scherenbergstraße 2 (Standort)                                                                                   | Wappenrelief                                                                | | D-6-78-130-14 Wikidata | weitere Bilder |
| Frankenwinheim Scherenbergstraße (Standort)                                                                      | Tabernakelbildstock                                                         | Tischsockel mit dreiseitig geschlossenem, von Rundbogendach überdachter Nische, Reliefdarstellung der Heiligen Dreifaltigkeit, Sandstein, 18. Jahrhundert          | D-6-78-130-15 Wikidata | BW             |
| Schloßgartengraben; Bachbrücke im Dorf (Standort)                                                                | Heiliger Nepomuk                                                            | Sandsteinfigur auf Sockel, 18. Jahrhundert | D-6-78-130-16 Wikidata | weitere Bilder |
| Staatsstraße 2274; an der Straße nach Gerolzhofen (Standort)                                                     | Bildstock, sogenannte Russermarter                                          | Säulenbildstock mit Pietà und Darstellung der Hostie, 17./18. Jahrhundert                                                                                          | D-6-78-130-19 Wikidata | BW             |
| Westlich der Bahnlinie im Gründlein; Straße nach Schallfeld (Standort)                                           | Bildstock                                                                   | Säulenbildstock mit Darstellung der Pietà und der Kreuzigung Christi, Inschriftensockel, bezeichnet „1833“                                                         | D-6-78-130-21 Wikidata | BW             |

## Abgegangene Baudenkmäler
| Lage                                        | Objekt                     | Beschreibung                             | Akten-Nr.              | Bild |
| ------------------------------------------- | -------------------------- | ---------------------------------------- | ---------------------- | ---- |
| Frankenwinheim Rosenbergstraße 1 (Standort) | Bruchsteinscheune          | 17./18. Jahrhundert Durch Neubau ersetzt | D-6-78-130-9 Wikidata  | BW   |
| Frankenwinheim Rosenbergstraße 5 (Standort) | Hoftor mit Fußgängerpforte | Kugelaufsätze, bezeichnet „1752“         | D-6-78-130-11 Wikidata | BW   |